# Victory (àlbum de Running Wild)
Victory és un àlbum del grup alemany Running Wild. És el tercer de la trilogia del tema "el bo contra el dolent", començat amb Masquerade i continuat amb The Rivalry. És l'únic àlbum en la seva discografia que no inclou temes de pirateria.

## Cançons
1. "Fall Of Dorkas" (Rolf Kasparek) – 5:15
2. "When Time Runs Out" (Rolf Kasparek) – 5:16
3. "Timeriders" (Rolf Kasparek) – 4:23
4. "Into The Fire" (Rolf Kasparek) – 4:56
5. "Revolution" (John Lennon, Paul McCartney) – 2:57
6. "The Final Waltz" (Thilo Hermann) – 1:19
7. "Tsar" (Rolf Kasparek) – 7:07
8. "The Hussar" (Rolf Kasparek) – 4:04
9. "The Guardian" (Rolf Kasparek) – 5:08
10. "Return Of The Gods" (Rolf Kasparek, Thilo Hermann) – 5:29
11. "Silent Killer" (Rolf Kasparek) – 4:44
12. "Victory" (Rolf Kasparek) – 4:47

The Final Waltz: arranjaments i producció per Ralf Nowy.
La cançó 'Tsar' és sobre l'Emperador Rus Nicolau II.

## Membres
- "Rock 'n'" Rolf Kasparek - veu, guitarra
- Thilo Hermann - guitarra
- Thomas Smuszynski - baix
- Angelo Sasso - Bateria